# Jackson (Kentucky)
Jackson város az USA Kentucky államában. Lakosainak száma 2237 fő (2020. április 1.).

## Népesség
A település népességének változása:

| 2010 | 2 231 |
| 2020 | 2 237 |